# Jean-Luc Benoziglio
Jean-Luc Benoziglio, né le 19 novembre 1941 à Monthey en Suisse et mort le 5 décembre 2013 à Paris 15e,, est un écrivain de nationalité suisse. Il vivait à Paris, où il avait travaillé notamment pour la maison d'édition Tchou et chez Payot.

## Biographie
Né d'une mère d'origine italienne et d'un père turc, médecin-chef à Malévoz, d'ancêtres juifs espagnols, il étudie au Collège Champittet puis il obtient une licence en droit et commence un doctorat en sciences po à l'Université de Lausanne. Il quitte Lausanne en 1967 pour travailler à Paris dans des maisons d'édition. Durant ses études, il a écrit des articles dans la revue de la Société de Belles-Lettres.
Son fonds d'archives se trouve aux Archives littéraires suisses à Berne.

### Traduction
« Ces paroles » (avec Léo Laberge), « les Chefs » (avec André Myre), « Ovadyah » (avec Philippe Gruson), « 1re lettre aux Thessaloniciens » (avec André Myre), « 2e lettre aux Thessaloniciens » (avec André Myre), « Lettre aux hébreux » (avec Jean-Paul Michaud), « 1re lettre de Pierre » (avec Pierre Debergé), « 2e lettre de Pierre » (avec Pierre Debergé), dans La Bible, Paris, Bayard, 2001.

## Récompenses[8]
- 1973 : Prix Paul-Flat de l’Académie française pour Quelqu’un bis est mort
- 1974 : Prix Del Duca
- 1980 : Prix Médicis pour Cabinet-portrait
- 1986 : Prix Jacques Audiberti pour Le jour où naquit Kary Karinaky
- 1989 : Prix Passion pour Tableaux d'une ex
- 1998 : Prix Schiller pour Le feu au lac
- 1998 : Prix Lipp Suisse pour Le feu au lac
- 2005 : Prix Michel Dentan pour Louis Capet, suite et fin
- 2005 : Bourse Pro Helvetia
- 2006 : Prix des auditeurs de la RTS pour Louis Capet, suite et fin[9]
- 2010 : Grand prix C.F. Ramuz pour l'ensemble de son œuvre[10]